# باغبان كلاتشي
باغبان كلاتشي هي قرية في مقاطعة ساوجبلاغ، إيران. يقدر عدد سكانها بـ 247 نسمة بحسب إحصاء 2016.